# Lino Tonti
Lino Tonti (Cattolica, 16 settembre 1920 – Varese, 8 giugno 2002) è stato un progettista italiano specializzato nel settore motociclistico.

## Biografia

### Gli inizi
Dopo aver conseguito il diploma di perito aeronautico, nel 1937 fu assunto come disegnatore all'ufficio tecnico della Benelli, ma venne ben presto trasferito nel reparto corse, alle dirette dipendenze di Tonino Benelli.
Durante il periodo bellico, prestò servizio in aeronautica dove ebbe modo di affinare le conoscenze in campo motoristico, in special modo con la sperimentazione di nuovi materiali.
Nel dopoguerra gli venne offerto un incarico di funzionario al Ministero dei trasporti, ma egli preferì la libera professione che gli avrebbe consentito di soddisfare la sua grande passione per le motociclette.
In collaborazione con Massimo Pasolini, padre del celebre campione, iniziò un'attività tecnico-commerciale che consisteva nell'acquistare i mezzi militari residuati bellici dall'A.R.A.R., per modificarli e convertirli all'uso civile.

### LinTo e Aermacchi

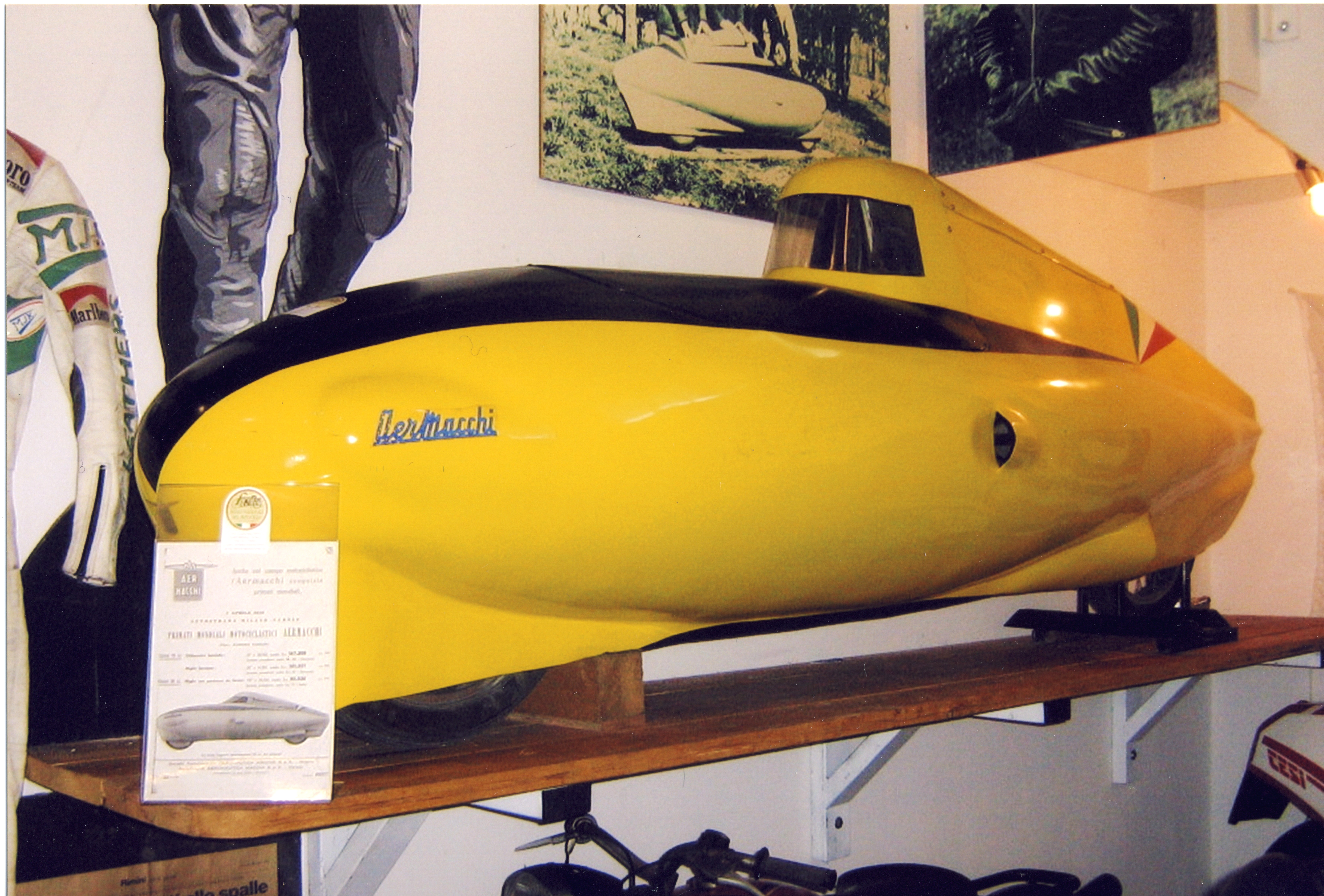
La LinTo-Aermacchi 75 che stabilì il record di velocità sull'autostrada dei Laghi

Nel 1947, sfruttando le possibilità offerte dall'officina per la trasformazione dei residuati, oltre alle sue doti creative, Tonti decise di costruire un prototipo di moto da competizione da impiegare nelle varie gare su circuiti stradali della riviera romagnola, all'epoca piuttosto diffuse e popolari. Nacque così la LinTo 75 (acronimo di Lino Tonti), dotata di un motore a quattro tempi monocilindrico con distribuzione bialbero dell'iniziale cilindrata di 75 cm³, in seguito portata a 125 cm³, allo scopo di correre anche nella categoria superiore.
Nel 1948 iniziò a progettare un avveniristico modello di scooter a ruote alte, che presentò a Rimini nel 1950 con la denominazione LinTo Cigno 125, con l'intento di proporlo alle varie case motociclistiche per la costruzione in serie. In cerca di buone idee per riconvertire i propri stabilimenti industriali alla produzione civile e visto il grande successo commerciale degli scooter a ruote alte come la Moto Guzzi Galletto, l'Aermacchi decise di acquistare il progetto "Cigno" e di avvalersi della consulenza di Tonti per avviare la propria sezione motociclistica, il quale si stabilì definitivamente a Varese con la famiglia.
Identico percorso venne adottato, nel 1952, dal tecnico romagnolo per il successivo scooter LinTo Dama 160, realizzato su base motoristica Aermacchi e dotato di soluzioni tecniche di altissimo livello. Inspiegabilmente, dopo il secondo prototipo sviluppato nel 1954, la direzione aziendale decise di non metterlo in produzione e, probabilmente, fu questo il motivo che lo spinse a prendere in considerazione altre offerte.
Prima di congedarsi dalla Aermacchi, tuttavia, portò a termine il progetto per la costruzione del siluro da record, mosso da un'evoluzione del citato bialbero da 75 cm³ che, condotto da Massimo Pasolini, regalò il record mondiale di velocità sul chilometro lanciato alla casa varesina, raggiungendo i 167,208 km/h sull'autostrada dei Laghi.

### Mondial, Paton, Bianchi e Gilera
Nel 1956 Tonti iniziò la collaborazione con la FB Mondial, studiando l'evoluzione dei motori bialbero per il motomondiale. Un impegno fecondo ma breve, interrotto nel 1957 dalla decisione della Mondial, presa di comune accordo con Moto Guzzi e Gilera, di ritirarsi dalle competizioni.
Per non sciupare il lavoro di sviluppo già effettuato e viste le nuove prospettive di mercato verso i piloti privati che si aprivano con il ritiro delle tre case vincenti, insieme all'esperto meccanico Giuseppe Pattoni, nel 1958 rilevò le attrezzature ed i prototipi del reparto corse Mondial per dare vita alla Paton.
Nel 1959 accetta l'offerta della Bianchi che, appena uscita dal sodalizio Autobianchi, aveva deciso di concentrare i propri sforzi sulle due ruote. Ebbe inizio per Tonti un quinquennio di grande libertà progettuale che lo vide impegnato a mettere in produzione nuovi modelli civili, militari e da competizione. Oltre alle velocissime bicilindriche da 250, 350 e 500 cm³ che ben figurano nelle competizioni nazionali e internazionali, di questo periodo, conclusosi nel 1964 con la liquidazione della Bianchi, è necessario segnalare il modello "MT 61", una motocicletta per usi militari con soluzioni tecniche di grande avanguardia.
La pesante crisi del mercato motociclistico, avvenuta negli anni sessanta e causata dalla diffusione dell'automobile, venne affrontata con grande coraggio da Giuseppe Gilera che, sperando in una ripresa del mercato, nel 1965 conferì alla propria azienda buona parte dei beni personali e chiamò il tecnico romagnolo a progettare nuovi modelli.
Tonti comprese che la concezione futura avrebbe abbandonata la primaria funzione utilitaristica per dare maggiore importanza alla componente ludica. Subito iniziò a modernizzare il modello più popolare, realizzando la sportiva "124 5V" e si mise a progettare un motore da 500 cm³ bicilindrico che potesse rinnovare i passati fasti della "Saturno". La "124 5V" ebbe un immediato successo nel 1966, ma la "B.500" venne presentata al salone di Milano nel 1967 e, nonostante i continui annunci stampa, non entrò in produzione.
Questo fu il principale motivo d'attrito con l'azienda che spinse Tonti a lasciare la Gilera e, in attesa di altro ingaggio, rispolverare il vecchio marchio LinTo per realizzare, con Umberto Premoli, la "500 GP".

### Moto Guzzi
Le nuove occasioni di lavoro non si fecero attendere. Nel 1967 la Moto Guzzi era stata presa in gestione dalla SEIMM, una società appositamente costituita dal gruppo di banche creditrici e la nuova dirigenza aveva partorito l'incomprensibile decisione di defenestrare Giulio Cesare Carcano, progettista storico della Guzzi, trovandosi ben presto nell'impossibilità di impostare una nuova gamma per la ripresa produttiva.
Allo scopo di porre rimedio e  con l'incarico di progettare una moto adatta a rinverdire l'immagine sportiva della Moto Guzzi, venne offerta la direzione tecnica a Tonti, il quale si insediò nel prestigioso ufficio che era stato di Carcano e, prim'ancora, del mitico "Naco".
Nel 1968, dopo aver convinto la SEIMM circa la necessità di presentarsi sul mercato con un modello che fosse in grado di dimostrare nei fatti la superiorità della scuola motociclistica europea nei confronti dell'ormai dilagante "minaccia nipponica", Tonti si mise all'opera, assistito da Umberto Todero, per trasformare la placida "V7" in un modello turistico-sportivo che non temesse confronti nelle produzioni di serie. Celermente definiti i parametri progettuali, i due tecnici lavorarono febbrilmente sia al motore che al telaio giungendo, nel 1969, ad un modello totalmente diverso da quello di partenza che, appena giunto ad una soddisfacente forma prototipale, venne testato sulla pista di Monza superando brillantemente le durissime prove di tenuta e realizzando, in due sole sessioni (giugno e ottobre), anche 19 record mondiali di velocità. 
Visti i risultati superiori ad ogni più rosea previsione, la SEIMM diede il via libera alla realizzazione dei prototipi preseriali, ma l'opera di sviluppo venne impedita dalle forti agitazioni sindacali del primo "autunno caldo" che bloccarono qualsiasi attività all'interno dell'azienda. Tonti non si rassegnò a quella forzata sospensione dei lavori e, aiutato da Todero e da alcuni meccanici del reparto sperimentale, compì un blitz notturno allo scopo di  caricare su un camion aziendale un motore "vuoto" ed un fascio di tubi in acciaio al cromo molibdeno, e trasportarli nel laboratorio-officina posto nello scantinato della propria abitazione a Varese, blitz dal quale venne partorita la madre di tutte le Guzzi moderne, la V7 Sport.